# Bagrichthys vaillantii
Bagrichthys vaillantii är en fiskart som först beskrevs av Popta, 1906.  Bagrichthys vaillantii ingår i släktet Bagrichthys och familjen Bagridae. Inga underarter finns listade.